# Oeuvre van Uuno Klami
Het oeuvre van Uuno Klami is slechts gedeeltelijk voorzien van opusnummers. Bovendien zijn soms twee titels aan één opusnummer toegewezen; het opusnummer kan in dit geval dus niet aangehouden worden als basis.

## Lijst van werken
- 1915: Romance voor viool (opus 3)
- 1915: Fantasie voor piano (opus 10)
- 1916: Eerste concert, voor piano solo
- 1916: Sävelmä in A-majeur, voor piano
- 1916: De bosgeest (Metsänhaltija), ballade voor piano op. 10/4
- 1917: Andantino voor piano
- 1917: Pianotrio
- 1917: Rondo voor piano (opus 1)
- 1919: Pastorale voor piano
- 1920: Kleine herinneringen (Pieniä muistoja) voor piano
- 1921: Prelude voor piano
- 1922: Tarquatum voor koor
- 1922: Pianokwartet (viool, altviool, cello, piano)
- 1924: Barcarole voor piano (opus 5)
- 1924: Habanera voor klein orkest (opus 5)
- 1924: Sérénades espagnoles (voltooid 1944)
- 1925: Jota voor orkest
- 1925: Une Nuit à Montmartre, concert nr. 1 voor piano en orkest op. 8
- 1925: Scènes uit het poppentheater (Kohtauksia nukketeatterista) voor klein orkest
- 1926?: Aforisme voor piano, in 1954 door Sven Sandberg georkestreerd voor kamerorkest
- 1927: Karelische rapsodie (Karjalainen rapsodia) voor orkest op. 15
- 1928: Zeebeelden (Merikuvia) suite voor orkest op. 11
- 1928: Symphonie enfantine voor klein orkest op. 17
- 1929: Opernredoute voor orkest op. 17
- 1929: Souvenir voor viool en strijkers
- 1930: Wiegenlied (Kehtolaulu) voor strijkers, ook een versie voor kamerorkest
- 1930: Polka voor orkest
- 1930: Twee volksliederen (Kaksi kansanlaulu) voor kamerorkest
- 1930: Rag-Time & Blues uit Liefde onder de olmen (Intohimot jalavien varjossa), muziek bij het toneelstuk van Eugen O'Neill
- 1930?: Fanfare voor vier trompetten
- 1930: Kerstavond (Jouluilta) voor gemengd koor op tekst van Yrjö Jylhä
- 1931: Tsjeremissische fantasie voor cello en orkest op. 19
- 1931: Hommage à Händel op. 21
- 1931: Bruiloftsmars (Häämarssi) voor piano en strijkers
- 1931: Sérénade à la nuit (première in 1931)
- 1931?: Introductie en staccato-etude voor trompet en kamerorkest
- 1931?: Seguidilla voor kamerorkest
- 1932: Finse volksliedjes voor piano en strijkers
- 1932: Cantiones voor orkest
- 1932: Esquisses voor viool en strijkers
- 1932: Beelden van het boerenleven (Kuvia maalaiselämästä), suite voor orkest
- 1932: Vier wiegenliedjes (Neljä lehtolaulua) voor strijkorkest
- 1932: Valses lente et amoureuses voor piano en strijkers
- 1933: Kalevala-suite (Kalevala-sarja) op. 23
- 1933: Concertino voor orkest
- 1933: Lapse volksliedjes voor strijkers
- 1933: Akkerlied (Pellon laulu) voor koor, op tekst van Antero Kajanto
- 1933: Sérénades joyeuses voor kamerorkest
- 1934: Helsinki-mars
- 1934: Karjalainen prazniekka
- 1934: Kymenlaakson laulu voor gemengd koor
- 1934: Lemminkäinens avonturen op het eiland (Lemminkäisen seikkailut saaressa), suite voor orkest
- 1934: Kinderstukken voor strijkers
- 1934: Sonatine voor strijkorkest
- 1935: Aria voor kamerorkest
- 1936: Karelische dansen (Karjalaisia tansseja) voor paino en orkest
- 1936: Ouverture Schoenmakers op de heide (Nummisuutarit), bij het toneelstuk van Aleksis Kivi
- 1936: Elegie voor strijkers
- 1936: Psalmus, oratorium
- 1937: Intermezzo - een arrangement van een lied uit de eerste akte
- 1937: Ik vertrouw op de Heer (Herraan minä turvaan, Psalm 11), voor koor, orgel en strijkers
- 1937: Dorpsrumoer (Kyläkohinaa) voor viool en zangstem, bij het toneelstuk van Helge Hyrkkälä
- 1937: Intermezzo
- 1937: King Lear (Kuningas Lear), toneelmuziek voor orkest
- 1937: Suite voor strijkorkest
- 1938: Symfonie nr. 1
- 1938: In de buik van Vipunen (Vipusessa käynti), cantate voor bariton, koor en orkest
- 1939: Finse Cavaleriemars (Suomalaisen ratsuväen marssi) op. 29
- 1940: Suomenlinna op. 30
- 1940: Jumalan Myrsky, orkestmuziek bij de film van Valentin Vaala
- 1941: Siniruusu voor mannenkoor (naar Rudyard Kipling)
- 1941: Miehet Meren voor mannenkoor, naar Rudyard Kipling
- 1942: Rauma-mars (twee versies)
- 1942: Vioolconcert op. 32, voltooid in 1956
- 1942: Talkoomarssi voor gemengd koor
- 1943: Tuhlaripoika voor kamerensemble, muziek bij het toneelstuk van Marin Drzic
- 1944-45: Ochtendgloren (Päivan nousu), cantate op eigen tekst
- 1944: Sérénades espagnoles voor kamerorkest
- 1945: Symfonie nr. 2 op. 35
- 1945: Ouverture King Lear op. 33
- 1945?: Chanson triste voor viool en piano op. 36
- 1945?: Humoresque voor viool en piano op. 36
- 1946: Suite voor klein orkest op. 37
- 1946: De fietser (Pyöräilijä), rondo voor orkest
- 1946: Bloedbruiloft (Veren häät), toneelmuziek
- 1947: Ouverture De Karelische markt (Karjalainen tori) op. 39
- 1947?: Keizer Jones (Keisari Jones), muziek bij het toneelstuk van Eugen O'Neill
- 1948: Noorderlicht (Revontulet), fantasie voor orkest op. 48
- 1949: Finse Soldatenmars (Suomalainen sotilasmarssi) op. 42
- 1950: Concert voor piano en strijkorkest op. 41
- 1951: All' Ouverture op. 43
- 1952: Laulelma, voor viool en piano
- 1953: Lied van Hamina (Haminan laulu)
- 1954: Thema en zeven variaties en coda voor cello en orkest op. 44
- 1955: Laulu Kymelle voor gemengd koor, op tekst van Kalervo Hortamo
- 1956: Jäämien laulu, feestcantate voor koor en orkest, op tekst van Heikki Asunta
- 1956: Laulu Kuujärvestä voor bariton en orkest
- 1957: Landschap (Maisema) voor piano
- 1958: Wervelingen Suites voltooid ; Wervelingen Acte I later voltooid door Kalevi Aho